# ویل چیس
فرانک ویلیام چیس (انگلیسی: Frank William Chase؛ زادهٔ ۱۲ سپتامبر ۱۹۷۰) بازیگر، کارگردان و خواننده آمریکایی است. او بیشتر برای بازی در آثار موزیکال برادوی و ایفای نقش لوک ویلر در مجموعۀ تلویزیونی ای‌بی‌سی، نشویل شناخته شده‌است.
چیس فعالیت حرفه‌ای خود را با اجرا در تئاترهای منطقه‌ای آغاز کرد و سه نامزدی جایزۀ جفری جفرسون دریافت کرد. او سپس در دومین تور ملی نمایش موزیکال خانم سایگون حضور یافت. او نخستین بار با نمایش اجاره در سال ۱۹۸۸ حضور در برادوی را تجربه کرد. او در سال ۲۰۰۹، به موجب بازی در نمایش بوسه زن عنکبوتی نامزد دریافت جایزۀ هلن هیز بهترین بازیگر مرد شد. چیس همچنین در سال ۲۰۱۳ در نمایش اقتباسی موزیکال از کتاب اسرار ادوین درود در برادوی ظاهر شد و نامزد جایزۀ تونی بهترین بازیگر مرد در یک نمایشنامه شد.

## زندگی شخصی
چیس در سال ۱۹۹۶ با لوری دیویس ازدواج کرد و در سال ۲۰۰۸ از او جدا شد. این زوج دو دختر به نام‌های دیزی و گریسی دارند. او در سال ۲۰۰۹، با بازیگر آمریکایی استفانی گیبسون ازدواج کرد. آن‌ها در سال ۲۰۱۲ از یکدیگر جدا شدند.
چیس از سال ۲۰۱۱ تا ۲۰۱۴ با دبرا مسینگ در رابطه بود. او از سال ۲۰۱۵ با اینگرید الن مایکلسون در رابطه است.

## فیلم‌شناسی
- شفت (۲۰۰۰)
- دیدبان سوم (۲۰۰۲)
- نظم و قانون (۲۰۰۳)
- نظم و قانون: قصد جنایی (۲۰۰۹)
- یقه سفید (۲۰۱۲)
- همسر خوب (۲۰۱۴–۲۰۱۳)
- نشویل (۲۰۱۷–۲۰۱۳)
- نظم و قانون: واحد قربانیان ویژه (۲۰۱۷)
- چیزهای عجیب (۲۰۱۸–۲۰۱۷)
- داستان جنایی آمریکایی (۲۰۱۸)
- کوانتیکو (۲۰۱۸)
- چیزهای تیز (۲۰۱۸)
- خانم وزیر (۲۰۱۹–۲۰۱۸)
- دوپسیک (۲۰۲۱)